# Duitse Rijk
Duitse Rijk (Duits: Deutsches Reich, Latijn: Regnum Teutonicum) is de naam die in verschillende perioden is gegeven aan een verzameling grondgebieden die onder het hoogste bestuur stonden van één heerser. De kern komt in zeer grote lijnen overeen met het huidige Duitsland, vandaar de naam. Het geheel aan historische grondgebieden dat op deze manier tot het Duitse Rijk kan worden gerekend, besloeg echter een aanzienlijk groter deel van Noord- en Midden-Europa; ook het noorden van het huidige Italië en zelfs Corsica vielen er op een gegeven moment onder.
De naam is staatsrechtelijk officieel gebruikt van 1871 tot 1945. Er wordt echter vaak ook het Heilige Roomse Rijk mee aangeduid,  dat tot 1806 bestond. Tot dit rijk behoorden in de late middeleeuwen ruim 350 vorstendommen, daaronder ook de Nederlanden, het koninkrijk Bohemen, delen van het huidige Italië en van Bourgondië. De benaming kan daarnaast verwijzen naar de federale staat die de revolutie binnen de Duitse Bond in de jaren 1848 en 1849 tot stand probeerde te brengen, het Duitse Rijk 1848/1849.

## Korte tijdlijn
Sinds Karel de Grote, die sinds 768 koning der Franken was, zich in 800 tot 'Romeins keizer' liet kronen, bleven zijn opvolgers die titel voeren. Dit benadrukten zij in latere eeuwen door hun gebieden, oorspronkelijk het Frankische Rijk, het 'Heilige Roomse Rijk' te gaan noemen. 
De benaming "Roomse Rijk" verwees van oudsher naar het vroegere Romeinse Rijk, waarvan de Frankische machthebbers meenden dat zij dit hadden voortgezet. De aanvullende benaming 'Heilige' verwees naar het christelijke karakter ervan, daarover waren afspraken gemaakt met de heerser van de Rooms-Katholieke Kerk. Hierin lag de pretentie dat de keizer de evenwaardige seculiere vorst van de hele christenheid zou zijn naast de paus als kerkvorst. 
Lange tijd hoorden tot dit Rijk ook de Nederlanden, Bohemen, Noord-Italië en delen van Bourgondië. Echter, in het Franse en Engelse deel trokken de plaatselijke heersers zich gaandeweg steeds minder van deze opvatting aan en splitsten zich af, waardoor het Rijk steeds meer een 'Duits' Rijk werd. Sinds de 15e eeuw werd de naam van het rijk daarom vaak aangevuld met de begrenzende toevoeging "van de Duitse Natie": Heiliges Römisches Reich deutscher Nation. In 1806 ging onder de militaire druk van Napoleon Bonaparte de toenmalige en laatste keizer Frans II over tot ontbinding van het keizerrijk.
In april 1848 werd de Nationale Vergadering te Frankfurt, gekozen, een voorlopig parlement. Zijn taak was het opstellen van een nieuwe grondwet. De bestaande Duitse Bond werd revolutionair hervormd in het Duitse Rijk, een federale staat met een centraal bewind, dat wil zeggen een provisorisch staatshoofd en een rijksregering. Na de Pruisische staatsgreep kwam er in mei/juni 1849 een eind aan de nationale vergadering; de rijksregering onder Reichsverweser Erzherzog Johann bleef tot 20 december 1849 bestaan.
De economische samenhang tussen de verschillende Duitse staten werd in de loop van de 19e eeuw steeds groter. In 1867 richtten zij onder leiding van Otto von Bismarck, de Pruisische minister-president, een Noord-Duitse Bond op. Het parlement van deze federale staat heette Reichstag. Tijdens de oorlog tegen Frankrijk traden in 1870/71 de Zuid-Duitse staten ook tot de bond toe, die nu Deutsches Reich heette (zie Duitse Keizerrijk). De Pruisische koning werd Deutscher Kaiser. Oostenrijk bleef buiten het nieuwe rijk.
De in 1867 opgerichte staat werd in 1918/1919 door een nieuwe grondwet een republiek. Voor de tijd van 1919-1933 spreekt men van de Weimarrepubliek, voor de tijd vanaf 1933 van het nationaalsocialistische Duitsland (nazi-Duitsland) of ook wel Drittes Reich. Staatsrechtelijk veranderde de benaming voor Duitsland in 1943 in Groot-Duitse Rijk.
In 1945 werd het rijk handelingsonbekwaam omdat de vier overwinnaars van de Tweede Wereldoorlog de regeringsmacht overnamen. Afgevaardigden van de Duitse staten die door de VS, het VK en Frankrijk bezet waren richtten in 1949 met het Grundgesetz de Bundesrepublik Deutschland op. Volgens de Duitse rechtswetenschap en het grondwettelijk hof is de Bondsrepubliek identiek met de Duitse staat die in 1867 werd opgericht, geen opvolger. Wetten en internationale verdragen uit de tijd van 1867-1949 zijn nog steeds geldig (voorconstitutioneel recht, art. 123 Grundgesetz ).

## Heilige Roomse Rijk (800-1806)
De voorgeschiedenis van het Heilige Roomse Rijk ligt in de opkomst van Frankische koningsgeslachten die tussen 500 en 800 na Chr. vanuit Noord-Frankrijk de overige Germaanse vorstendommen van West- en Midden-Europa onder hun gezag wisten te brengen. In 800 liet de Frankische koning Karel de Grote zich kronen tot keizer van een 'hersteld' West-Romeinse Rijk. Dit 'westelijke keizerschap' werd door het Byzantijnse Rijk (het overlevende oostelijke deel van het vroegere Romeinse Rijk) niet formeel als zodanig erkend maar omdat de Byzantijnen hun eigen problemen hadden konden ze daartegen niet veel doen. Heilig werd het rijk pas veel later genoemd. Dit rijk zou bij het Verdrag van Verdun in 843, in drieën worden gedeeld. Het westelijke deel werd het koninkrijk Frankrijk, het middendeel Lotharingen onder Lotharius die tevens de keizerstitel kreeg. In het oostelijk deel werd de kiem voor het latere Duitse rijk gelegd met als eerste koning Karloman de Beier. Lotharingen zou verzwakken en verdeeld raken tussen het sterkere Oost-Frankische en West-Frankische Rijk waarbij de keizerstitel uiteindelijk in het Oost-Frankische rijk belandde.
Dit Oost-Frankische keizerrijk bleef een gedecentraliseerde staat, waarin de afzonderlijke vorstendommen steeds meer autonomie verwierven en het gekozen keizerschap door de machtige vorsten werd gebruikt om hun belangen veilig te stellen. In het begin namen zij de titel zelf op zich zoals de Saksische Ottonen. Later overheerste de onderlinge wedijver en kozen zij vaak een zwakke zetbaas. In de 16de eeuw wisten de Oostenrijkse Habsburgers de titel te verwerven en sindsdien was er bijna altijd een Habsburger op de Keizerlijke troon. Karel V was de laatste krachtige keizer die in het hele rijk gezag had. Hij en zijn opvolgers waren voorvechters van de Rooms-Katholieke Kerk en daardoor taande hun gezag in de lutherse vorstendommen en steden, vooral toen hun greep naar de macht uitmondde in de Dertigjarige Oorlog. Die oorlog betekende de verwoesting van Duitsland en een eeuwenlange patstelling tussen de twee rivaliserende kerken. Het verloren gezag van de keizer gaf delen van het rijk de mogelijkheid zich af te scheiden, zoals de Noordelijke Nederlanden bij het Verdrag van Münster in 1648.
Onder druk van de Franse machthebber Napoleon Bonaparte legde in 1806 Frans II, die zich al sinds 1804 keizer van Oostenrijk noemde, de Rooms-Duitse keizerskroon neer.

## Duitse rijk van de revolutie (1848/1849)

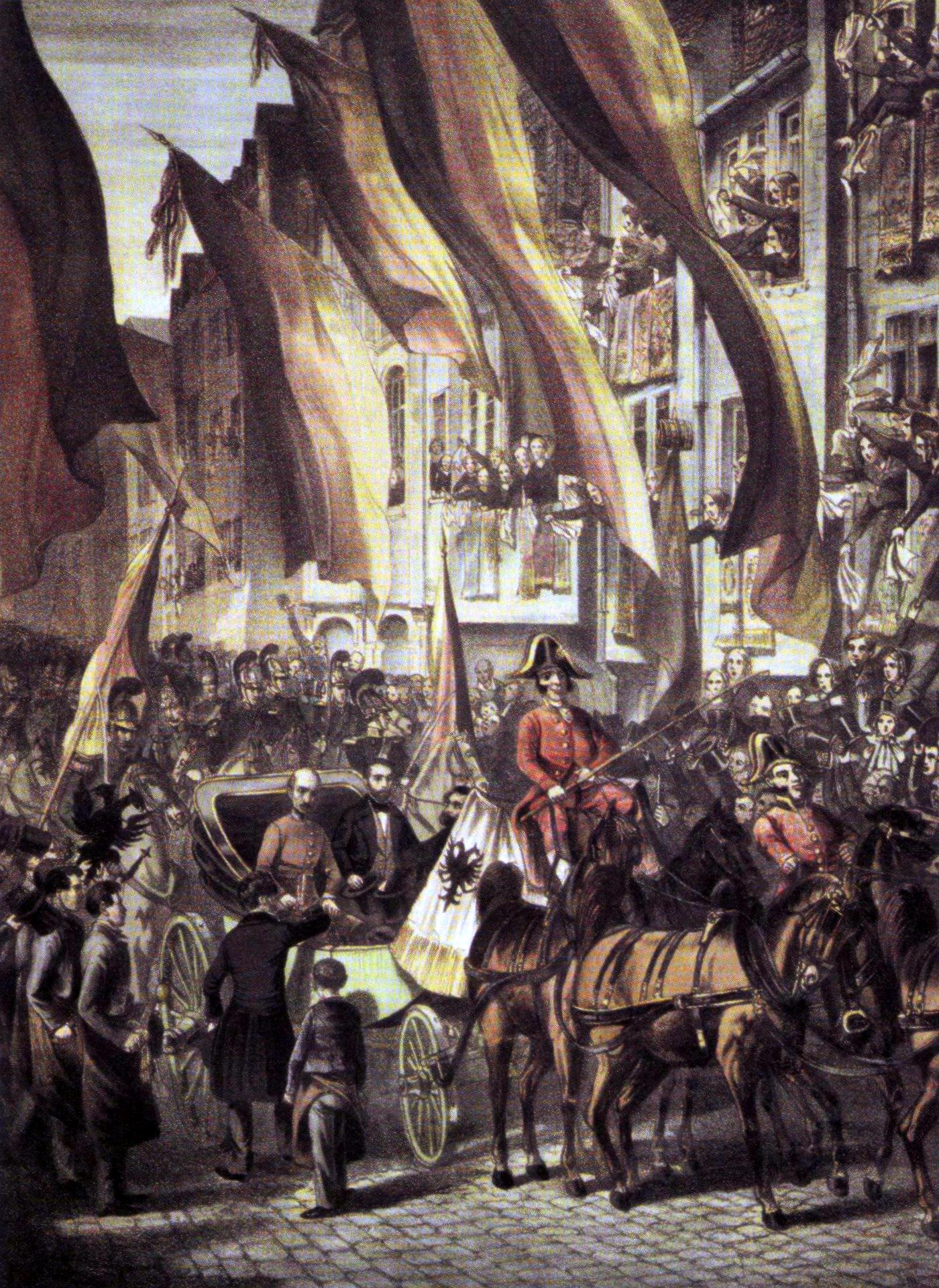
Intocht van de nieuwe Reichsverweser Aartshertog Johann in de stad Frankfurt, juli 1848

De Duitse Bond was een statenbond die in 1815 werd opgericht en in principe alleen was bedoeld voor de militaire verdediging en voor het bestrijden van binnenlandse opstanden. Vooral sinds de tijd van de Vormärz (vanaf 1830 en nog sterker vanaf 1840) kwam de eis op dat de statenbond in een bondsstaat, een federalistische staat moest veranderen. Volksopstanden in maart 1848 dwongen de regeringen van de Duitse staten om aan de eisen van het volk toe te geven.
De Bondsdag, het enige orgaan van de Duitse Bond, gaf aan de staten de opdracht om afgevaardigden naar een vertegenwoordigend orgaan te laten kiezen. Dit gebeurde al gauw zodat op 18 mei 1848 de Deutsche Nationalversammlung in Frankfurt bij elkaar kon komen. Op 28 juni besloot de vergadering met het Zentralgewaltgesetz een voorlopige rijksregering in te stellen. Enkele dagen later benoemde de vergadering de oom van de Oostenrijkse keizer, Aartshertog Johann, tot Reichsverweser: een regent voor de periode tot de vaststelling van een Duitse grondwet en de verkiezing van een definitief staatshoofd. Op 12 juli erkende de Bondsdag deze benoeming en droeg zijn bevoegdheden aan Johann over.
Zo ontstond de Deutscher Bundesstaat (art. 2a, Zentralgewaltgesetz) met de rijksregering van de Reichsverweser en met de nationale vergadering als rijksparlement. Er werden ook rijkswetten vastgesteld. Maar enkele Duitse staten, vooral de grote, probeerden zich aan de maatregelen van de rijksregering te onttrekken. En hoewel de VS, Nederland en een handvol andere landen de rijksregering direct als voortzetting van de Duitse Bond erkenden, verliep deze erkenning in het buitenland meestal moeizaam.
Op 28 maart 1849 besloot de nationale vergadering een grondwet voor geheel Duitsland: de Verfassung für das deutsche Reich, ook Paulskirchenverfassung of Frankfurter Reichsverfassung (FRV) genoemd. De nationale vergadering koos de Pruisische koning Frederik Willem IV tot Duitse keizer. Maar deze wees een keizerskroon uit handen van een parlement af en liet de revolutie met geweld onderdrukken. Aan Pruisen werd verboden om lid van de nationale vergadering te zijn. De regering van de Reichsverweser bleef echter bestaan tot in december 1849. Ze werd nooit, ook niet achteraf, voor illegaal verklaard. In 1850 en 1851 werd de Duitse Bond met de Bondsdag hersteld.

## Duitse keizerrijk (1871-1918)

Het Duitse Rijk 1871-1918

### Oprichting
Pruisen en zijn bondgenoten vochten in de Duitse oorlog van 1866 tegen Oostenrijk en de andere staten van Zuid-Duitsland. Na de overwinning richtte Pruisen met een groot aantal Noord- en Midden-Duitse staten een bondsstaat op, de Noord-Duitse Bond. Ondanks de naam was dit een federale staat met een constitutionele monarchie. Pruisen was wel de dominante macht binnen de federatie, met de Pruisische koning als het Bundespräsidium, feitelijk het staatshoofd.
Tijdens de Frans-Duitse Oorlog van 1870/1871 sloten zich de overgebleven Zuid-Duitse staten bij de Noord-Duitse Bond aan. Baden, Beieren, Württemberg en Hessen-Darmstadt ondertekenden verdragen met de Noord-Duitse Bond, de zogeheten Novemberverträge. Ondanks de retoriek in de verdragen, die een oprichting (Gründung) van een nieuwe Duitse Bond spraken, ging het om een toetreding tot een bestaande federale staat.
Bij deze gelegenheid kreeg de federale staat twee keer een nieuwe grondwet. De grondwet van 1 januari 1870 vermeldde al de toetreding van Baden en Hessen en veranderde de naam van de federale staat in Duitse Rijk. Het Bundespräsidium (de Pruisische koning) kreeg nog een andere titel: Deutscher Kaiser. Deze nieuwe termen werden door de Rijksdag en de Bondsraad, de wetgevende organen van de Noord-Duitse Bond, op 8/9 december 1870 goedgekeurd.
Op 18 januari 1871 kwamen in Versailles, het Duitse hoofdkwartier in Frankrijk, de meeste Duitse vorsten bij elkaar. Ze begroetten koning Wilhelm I van Pruisen als keizer, die nog kort daarvoor die titel niet wilde aannemen. Deze titel had hij echter al sinds 1 januari door de nieuwe grondwet. Ten onrechte werd de Kaiserproklamation von Versailles later gevierd als oprichtingsdatum (Reichsgründungstag) van het Duitse Rijk.
De grondwet was al verouderd, omdat nog in december Württemberg het toetredingsverdrag had geratificeerd. Beieren volgde, met terugwerkende kracht, op 29 januari. Ook waren enkele termen in de grondwet nog niet aan de nieuwe naam van de federale staat aangepast. De nieuw gekozen Rijksdag (maart 1871) accepteerde daarom al gauw een nieuwe grondwet, die op 16 april werd vastgesteld en op 4 mei van kracht werd. Sindsdien was bijvoorbeeld de bondskanselier ook echt de rijkskanselier. Kanselier bleef Otto von Bismarck; ondanks de nieuwe titel was een herbenoeming niet nodig omdat de federale staat dezelfde was.
Bij het Duitse Rijk hoorde vanaf mei 1871 ook Elzas-Lotharingen als een soort protectoraat of Reichsland. Vanaf 1884 had Duitsland verder enkele koloniën in Afrika en Azië.
De grondwet van 1867 beschreef een politiek systeem dat ondanks de veranderingen in 1870/1871 nauwelijks werd veranderd. De nieuwe staat werd vrij summier beschreven omdat de oprichters haast hadden. In de periode 1867-1878 volgde de eigenlijke opbouw van de nieuwe staat, dankzij een samenwerking van Bismarck met de nationaal-liberaal en vrij-conservatief gedomineerde Rijksdag. Het Duitse Rijk ontwikkelde zich voorspoedig op economisch, wetenschappelijk/technisch en militair gebied en nam zelfs de leiding hierin over van Groot-Brittannië maar op politiek gebied werd Duitsland nog altijd gedomineerd door de aristocratisch/conservatieve elite. Door de onderlinge concurrentie van de Europese grootmachten werd een grote confrontatie steeds onvermijdelijker en in 1914 brak de Eerste Wereldoorlog uit. In Duitsland werd gedurende de oorlog de regerende aristocratie steeds onpopulairder en in oktober 1918, ruim twee weken voor het einde van monarchistisch stelsel, stemden keizer en conservatieven in met een grondwetswijziging waardoor de rijkskanselier het vertrouwen van de Rijksdag moest hebben. Zo kreeg het parlementarisme dat sinds 1917/1918 praktijk was geworden ook een wettelijke status.

### Einde

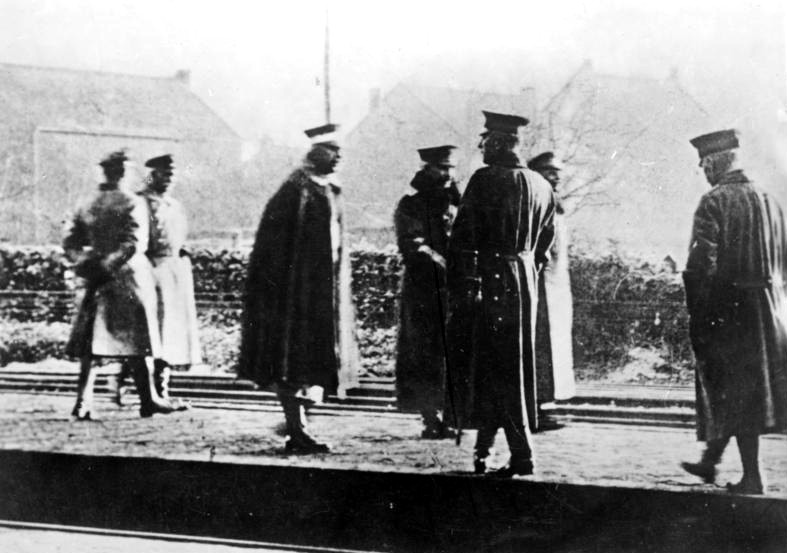
Wilhelm II (midden) neemt afscheid van zijn gevolg op het perron van station Eijsden op 10 november 1918 om vervolgens in Nederland asiel aan te vragen. Deze 'vlucht' werd hem door zijn Duitse onderdanen zeer zwaar aangerekend (men betitelde dit als Fahnenflucht, zoiets als desertie), niet alleen door de burgerij maar ook door zijn traditionele aristocratische medestanders. Officieel trad Wilhelm pas op 28 november af. Doordat het grootste deel van de Duitsers zijn 'desertie' afkeurden was de monarchie zo onpopulair geworden dat een eventueel herstel daarvan er niet meer inzat.

Op 9 november 1918 was rijkskanselier Max von Baden bang dat een woedende volksmenigte in Berlijn de macht ging overnemen. Hij had de onpopulaire keizer Wilhelm II daarom gevraagd om af te treden. Maar een duidelijk antwoord van de keizer, die in België bij het Duitse hoofdkwartier verbleef, liet op zich wachten, en uiteindelijk maakte von Baden op eigen initiatief het aftreden van keizer en kroonprins bekend. Von Baden droeg zijn ambt over aan de leider van de rechtervleugel van de sociaaldemocraten, Friedrich Ebert, omdat zijn fractie de grootste in de Rijksdag was. Zo'n overdracht was echter volgens de oude grondwet niet geldig. Ebert, een gematigde socialist, wilde aanvankelijk het politieke stelsel verder omvormen tot een volwaardige parlementaire monarchie en een capabele vervanger voor de afgezette keizer op de troon plaatsen. Maar nog op diezelfde dag riep de vooraanstaande socialist Philipp Scheidemann de republiek uit om de communisten voor te zijn die hetzelfde wilden doen.
Ebert richtte een overgangsorgaan in, de Rat der Volksbeauftragten. Dit orgaan van linkse en rechtse sociaaldemocraten controleerde de regering en voorkwam het bijeenkomen van Rijksdag en Bondsraad. De Rat liet het Duitse volk in januari 1919 een nieuwe nationale vergadering kiezen die in de stad Weimar bij elkaar kwam.

## Weimarrepubliek (1918-1933)

Het Duitse Rijk tussen 1919 en 1937

Na de val van de monarchie werd door sociaaldemocraten een democratische republiek uitgeroepen, later informeel Weimarrepubliek genoemd naar de stad waar de grondwet werd afgekondigd. Bij de ondertekening van het definitieve vredesverdrag met de geallieerden, de vrede van Versailles, moest het Duitse Rijk een flink stuk van zijn grondgebied afstaan aan voornamelijk Polen en Frankrijk. En ook de militaire en economische macht van Duitsland werd in het vredesverdrag flink ingeperkt door ontmanteling van het grootste deel van het leger en enorme herstelbetalingen aan de overwinnaars. De nieuwe republiek had vanaf het begin al te kampen met de instabiliteit en chaos van het naoorlogse Duitsland in de hand gewerkt door de harde bepalingen van het vredesverdrag. In deze periode stegen de prijzen voor voedsel en andere levensbehoeften snel waardoor een groot deel van de bevolking in armoede verviel. Daardoor ontstond er veel onrust en onvrede onder het Duitse volk, wat leidde tot een radicalisering ter rechter- en ter linkerzijde waarbij de twee kampen elkaar met links- en rechts-radicale knokploegen letterlijk op straat bevochten. In de latere jaren twintig kwam er wat meer stabiliteit in het land en ook de economie verbeterde zodat de werkloosheid verminderde en men weer op de gematigder middenpartijen stemde. Het land leek in rustiger vaarwater te zijn gekomen. Maar hieraan kwam een abrupt einde met de beurskrach van 1929 die de economie wereldwijd liet instorten en massale werkloosheid veroorzaakte. De chaos kwam terug op de straat en wanhopig zocht men een 'sterke man' die de politieke en economische puinhoop zou opruimen en orde en tucht kon herstellen. In het begin van de jaren dertig werd Adolf Hitler steeds populairder onder de kiezers en uiteindelijk kwam zijn NSDAP aan de macht. Vrijwel direct na zijn aantreden in januari 1933 draaide Hitler de al wankele democratie van de Weimarrepubliek definitief de nek om (zie Gleichschaltung) en veranderde Duitsland in een totalitaire dictatuur. De geschiedschrijving laat hiermee de periode van de Weimarrepubliek gewoonlijk ophouden.

## Nazi-Duitsland (1933-1945)

Het Groot-Duitse Rijk in 1943

Ook tijdens het nationaalsocialistische regime bleef de naam van het Duitse Rijk bestaan. De propagandaterm Derde Rijk werd alleen een korte tijd gebruikt.
Hitler maakte Duitsland meer tot een eenheidsstaat door de stelselmatige verzwakking van de bevoegdheden van de afzonderlijke deelstaten. De Rijksraad, het orgaan van de deelstaten, werd afgeschaft. In augustus 1934, na de dood van Rijkspresident Hindenburg, verenigde Hitler het ambt van Rijkspresident met dat van rijkskanselier en noemde zich sindsdien Führer und Reichskanzler. De Rijksdag bestond alleen nog uit leden van de nationaalsocialistische partij en enkele partijloze gasten. Tegenstanders van het regime en bepaalde minderheden zoals Joden werden onderdrukt en vermoord.
Voor 1940 werden Oostenrijk met de Anschluss en Tsjechië met het verdrag van München bij het Duitse Rijk gevoegd zonder dat er een oorlog voor nodig was. Maar met zijn voortgaande agressieve buitenlandse politiek stuurde Hitler onvermijdelijk aan op oorlog, die met de aanval op Polen in 1939 begon (zie verder het artikel over de Tweede Wereldoorlog). Duitsland liep hierin een groot deel van Europa onder de voet, maar toen Hitler de Sovjet-Unie in 1941 wilde vernietigen om lebensraum voor Duitsland te verkrijgen greep hij te hoog. Aanvankelijk, in de eerste maanden van de aanval, leek Duitsland de Sovjet-Unie op de knieën te krijgen, maar tegen december was er een patstelling ontstaan. Hitler weigerde echter op vredesvoorstellen van de Sovjetdictator Jozef Stalin in te gaan. De volgende jaren drongen de geallieerde tegenstanders van Hitler, voornamelijk de Britten, Amerikanen en Sovjets, langzaam de Duitse legers terug naar Duitsland. Ondertussen had Hitler in 1943 niet alleen de sinds 1919 afgestane gebieden weer officieel bij het Duitse Rijk gevoegd, maar ook grote gebieden die oorspronkelijk daarbuiten lagen zoals in het oosten delen van het opgeheven Polen en Tsjecho-Slowakije en in het westen Luxemburg.
Dit geheel werd nu betiteld als het Groot-Duitse Rijk. Dit is echter nooit officieel geworden. Groot-Duits verwees naar de 19e-eeuwse politieke stroming de Groot-Duitse richting die een vereniging van alle Duitstalige gebieden van Europa nastreefde. Met de Anschluss (1938) van Oostenrijk had Hitler dit ideaal al grotendeels verwezenlijkt. Het Groot-Duitse Rijk hield maar even stand, namelijk tot 1945, toen uiteindelijk een catastrofale nederlaag volgde waarbij het hele (Groot-)Duitse Rijk bezet werd door de geallieerden. Op 8 mei 1945 capituleerden de Duitse strijdkrachten, op 23 mei werd de laatste Duitse rijksregering gearresteerd. Het westelijke deel van Duitsland werd door de Amerikanen, Fransen en Britten bezet, het oostelijke deel door de Sovjet-Unie.

## Na 1945
Na 1945 ging men in Duitsland in principe ervan uit dat het rijk nog steeds bestond maar niet handelingsbekwaam was. De politieke partijen maakten voorstellen over een nieuw grondwet, meestal met Deutsches Reich als de staatsnaam. Dit veranderde in 1948 toen de Parlamentarischer Rat bij elkaar kwam om in opdracht van de Westerse mogendheden en deelstaatsregeringen uit de drie westerse bezettingszones een nieuwe grondwet vast te stellen. Dit werd het Grundgesetz voor de Bundesrepublik Deutschland. De communisten richtten in de Sovjetzone in het Oosten een Deutsche Demokratische Republik (DDR) op.

### Vanaf ca. 1970
Begin jaren 70 probeerde de bondsregering de relaties met de communistische landen te normaliseren, ook met de DDR. De oppositie in de Bondsrepubliek maakte daar echter bezwaar tegen. Het Bundesverfassungsgericht, gevraagd om de rechtsgeldigheid te toetsen van het normaliseringsverdrag, stelde naar aanleiding van de toetsing van dit 'Grundlagenvertrag' met de DDR op 31 juli 1973 het volgende vast:
Das Deutsche Reich existiert fort, besitzt nach wie vor Rechtsfähigkeit, ist allerdings als Gesamtstaat mangels Organisation, insbesondere mangels institutionalisierter Organe selbst nicht handlungsfähig. […]
Mit der Errichtung der Bundesrepublik Deutschland wurde nicht ein neuer westdeutscher Staat gegründet, sondern ein Teil Deutschlands neu organisiert […]. Die Bundesrepublik Deutschland ist also nicht „Rechtsnachfolger“ des Deutschen Reiches, sondern als Staat identisch mit dem Staat „Deutsches Reich“, – in bezug  [sic] auf seine räumliche Ausdehnung allerdings „teilidentisch“, so daß insoweit die Identität keine Ausschließlichkeit beansprucht. […] Sie beschränkt staatsrechtlich ihre Hoheitsgewalt auf den „Geltungsbereich des Grundgesetzes“.
In vertaling:
Het Duitse Rijk bestaat nog en is rechtsbevoegd, maar als eenheidsstaat handelingsonbekwaam door het ontbreken van een organisatievorm, vooral het ontbreken van officiële bestuursorganen. […]
Bij de oprichting van de Bondsrepubliek Duitsland is er geen nieuwe West-Duitse staat opgericht, maar is een deel van Duitsland van een nieuwe organisatievorm voorzien […]. De Bondsrepubliek is daarom geen rechtsopvolger van het Duitse Rijk, maar als staat identiek aan de staat 'Duitse Rijk', – wat betreft zijn grondgebied echter 'deels identiek', zodat in dat opzicht die identiteit niet exclusief kan zijn. […] Staatsrechtelijk beperkt haar soevereiniteit zich tot het gebied waar haar grondwet van kracht is.
Dit betekent dat de Bondsrepubliek geen erfgenaam was van het Duitse Rijk, maar een voortzetting ervan. Met andere woorden: formeel was het Duitse Rijk nooit opgeheven maar bestond in zeker zin nog altijd. Deze opvatting was gebaseerd op het gegeven dat de verantwoordelijkheid van de geallieerden over Duitsland als geheel ook tot 1990 bleef voortbestaan.

### Na 1990
De passage over het maar "deels identiek" zijn van de Bondsrepubliek met het Duitse Rijk en het slapende voortbestaan daarvan is na het 4+2-verdrag tussen de geallieerden en de beide Duitse staten over de hereniging niet meer van toepassing, omdat Duitsland als geheel daarmee zijn volledige soevereiniteit terugkreeg en de verantwoordelijkheid van de geallieerden over Duitsland als geheel kwam te vervallen. Daarmee vervielen ook de rechtsgronden onder de eerdergenoemde uitspraken van het Bundesverfassungsgericht hierover. De Bondsrepubliek Duitsland, thans geheel Duitsland, maakt dan ook geen aanspraken meer op de voormalige gebieden van het Duitse Rijk in het oosten sinds 1970 (voor de oude Bondsrepubliek) respectievelijk 1990 (voor de nieuwe en geheel soevereine Bondsrepubliek). Met het verdrag van 14 november 1990 (Deutsch-polnischer Grenzvertrag) en andere verdragen heeft de Bondsrepubliek haar huidige grens met Polen herhaaldelijk bevestigd. Desondanks blijven er onderhuids toch nog enkele spanningen bestaan, die meestal niet boven water komen, alleen soms bij demonstraties van Duitse rechtsradicale en nationalistische partijen.

## Staatshoofden

### Revolutionair rijk (1848/1849)
- 1848/1849: Reichsverweser Johann

### Duitse Keizerrijk (1871-1918)
- 1871-1888: Wilhelm I
- 1888: Frederik III
- 1888-1918: Wilhelm II

### Weimarrepubliek (1919-1933)
- 1919-1925: Friedrich Ebert
- 1925-1934: Paul von Hindenburg

### Nazi-Duitsland (1933-1945)
- 1934-1945: Adolf Hitler
- 1945: Karl Dönitz